# Forbidden Daughters
Forbidden Daughters (lit. Übersetzung Verbotene Mädchen) ist ein 13 Minuten kurzer, US-amerikanischer Nacktfilm aus dem Jahr 1927 der unter der Regie von Albert Arthur Allen entstand.

## Handlung
Russell und Alva Silby sind ein reiches Ehepaar und dennoch zieht es Russell, um neue Abenteuer und Romantik zu erleben, nach Afrika. Jahrelang bleibt er dort verschwunden und Alva sendet einen Detektiv ihn zu suchen. Endlich ereilt sie ein hoffnungsvolles Telegramm und sie bricht nach Afrika auf. Nach dreimonatiger Suche, kurz bevor sie aufgibt, erfährt sie bei einem abgelegenen Handelsposten von einem indischen Händler namens Radscha Sana. Diesen sucht sie auf und bekommt dabei Zugang zu seinem Harem. Erstaunt über die offenherzige Nacktheit der Haremsdamen wird sie Zeugin eines Mordes aus Eifersucht an der Favoritin Sanas. Fälschlich hält man sie für die Täterin und wirft sie in den Kerker. Dort sucht sie Sana auf und verliebt sich ihn sie. In der folgenden Nacht kann Alva jedoch fliehen und irrt durch den Dschungel. Nach drei Tagen hört sie die Trommeln eines Eingeborenenstammes. Dieser besteht ausschließlich aus nackten Frauen und ihrer Prinzessin Loma. Sie entdeckt Russell, der Loma anscheinend verfallen ist. Sie entschließt sich um ihren Mann zu kämpfen und entkleidet sich selbst und tritt so verführerisch vor ihren Mann. Letztlich gewinnt sie ihn damit zurück.

## Einordnung
Der Film könnte als einer der vielen Stagfilms der Epoche abgetan werden. Dagegen spricht jedoch mit 13 Minuten die relative Länge und dass der Regisseur wie auch alle Hauptdarsteller namentlich bekannt sind. Es kommt auch nicht zu sexuellen Handlungen. Vielmehr ist der Film die Fortführung von Allens Pionierarbeiten im Bereich der Aktfotografie. Der Film selbst bleibt dabei auch sehr statisch und hat keine Kamerafahrten.

## Besetzung
- Alva Silby Clarice Conwell
- Russell Silby Ralph O'Brien
- Haremsfavoritin Gladys DeLores
- Mörderin Kathryn Kay